# 拉拉·拉蒂法
拉拉·拉蒂法（阿拉伯语：‎；1943或44年—2024年6月29日），摩洛哥国王哈桑二世的妻子，国王穆罕默德六世的母親。自2000年起，拉蒂法開始長居法國，在塞納河畔訥伊擁有住所，並經常往返摩洛哥。
拉拉·拉蒂法於2024年6月29日在摩洛哥拉巴特去世。同一天，在位於拉巴特皇宫內的穆萊·哈桑陵墓舉行了私人葬禮。英國駐摩洛哥大使館和領事館將其國旗降半旗以示悼念。阿拉伯联合酋长国和阿爾及利亞是最早向君主、她的兒子穆罕默德六世國王表示哀悼的國家之一。